# 江原ランド杯韓中囲碁対抗戦
江原ランド杯韓中囲碁対抗戦（カンウォンランドはい かんちゅういごたいこうせん、江原大世界杯中韩围棋棋擂台赛、강원랜드배 한-중 바둑대항전）は、韓国と中国による囲碁の国際対抗棋戦。2006年2-3月に中国杭州市で開催された。各6名ずつの選手による勝抜き戦形式の団体戦。
- 主催 韓国棋院
- 後援 江原ランド
- 優勝賞金 1億5000万ウォン

## 方式
- コミは6目半。
- 持時間は各30分、30秒の秒読み3回。

## 成績
| 回戦 | 勝             | 負             |
| ---- | -------------- | -------------- |
| 1    | 李世乭（韓国） | 朴文尭（中国） |
| 2    | 陳耀燁（中国） | 李世乭         |
| 3    | 陳耀燁         | 洪性志（韓国） |
| 4    | 安祚永（韓国） | 陳耀燁         |
| 5    | 安祚永         | 王檄（中国）   |
| 6    | 安祚永         | 羅洗河（中国） |
| 7    | 常昊（中国）   | 安祚永         |
| 8    | 常昊           | 金東燁（韓国） |
| 9    | 常昊           | 曺薫鉉（韓国） |
| 10   | 常昊           | 李昌鎬（韓国） |

中国が6-4で勝利。（古力は出番無し）